# Liechtensteińskie odznaczenia
| Baretka | Nazwa                                                                               |
| ------- | ----------------------------------------------------------------------------------- |
|         | Order Zasługi Księstwa Liechtenstein daw. Order Książęco-Liechtensteinowski Zasługi |
|         | Medal Zasługi Księstwa Liechtenstein (od 1968)                                      |
|         | Medal Zasługi Księstwa Liechtenstein (1937–1967)                                    |
|         | Medal Pamiątkowy Jubileuszowy Książęco-Liechtensteiński (1908)                      |
|         | Medal Pamiątkowy 50-lecia Urodzin Księcia Franciszka Józefa II (1956)               |
|         | Medal Pamiątkowy 70-lecia Urodzin Księcia Franciszka Józefa II (1976)               |